# Terra Nova (1884)

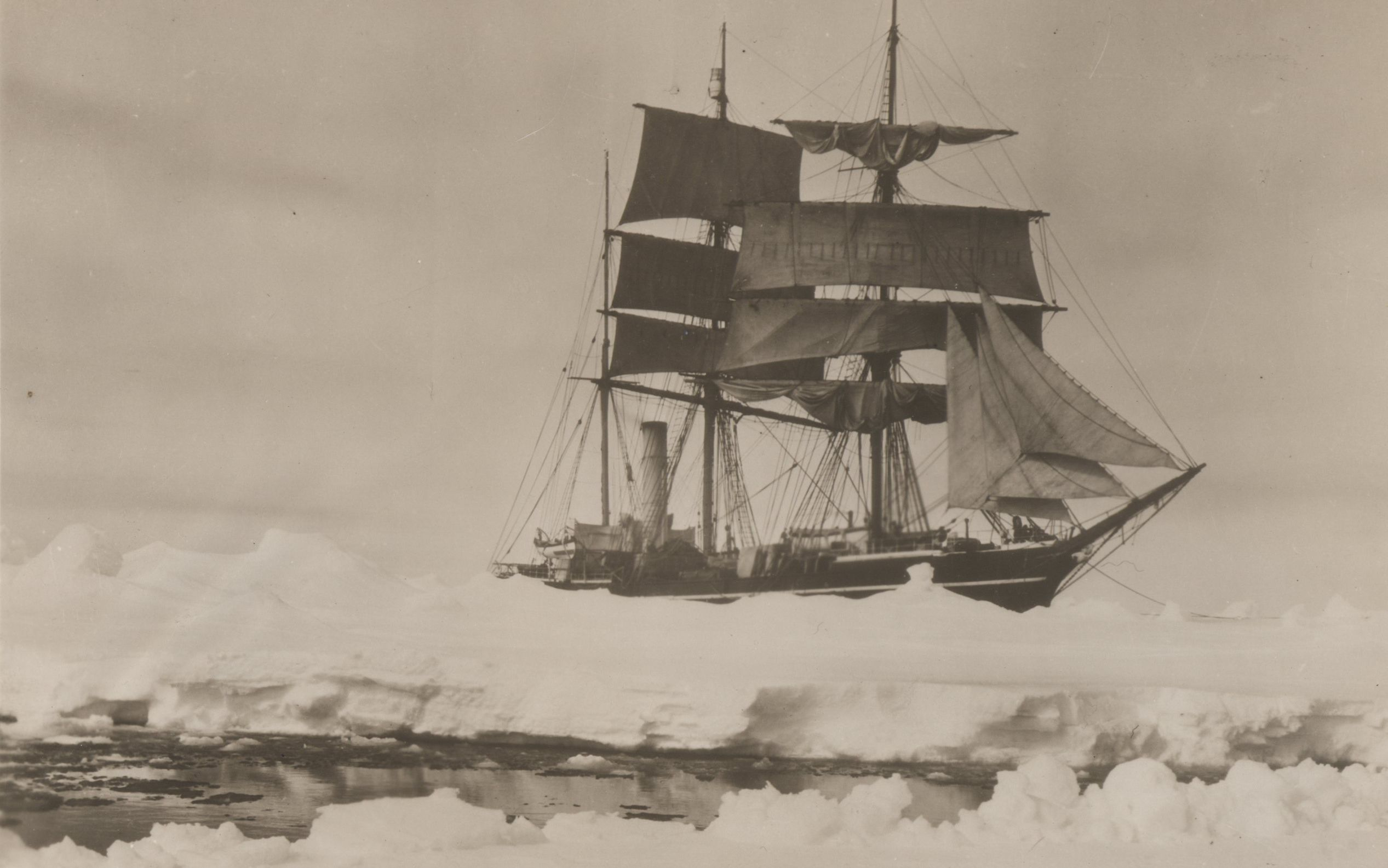
Terra Nova uwięziona w lodzie (1910)

Terra Nova – brytyjski statek przystosowany do żeglugi w warunkach polarnych, wybudowany w 1884 r. przez stocznię w Dundee (Szkocja). Trójmasztowy żaglowiec (bark) z drewnianym kadłubem długości 57 metrów (szer. 9,6 m, zanurzenie 5,8 m) o wyporności 764 ton, z dodatkowym napędem parowym (silnik mocy 100 kW, pojedyncza śruba).
Zbudowany jako jednostka wielorybnicza pracował przez dziesięć lat w tej roli na Morzu Labradorskim. Przystosowany do działania w regionach polarnych, w 1903 wziął udział wraz z SY Morning, innym byłym statkiem wielorybniczym, w operacji uwolnienia RRS Discovery, statku wykorzystywanego przez Roberta F. Scotta podczas dowodzonej przez niego Brytyjskiej Narodowej Ekspedycji Antarktycznej 1901-04, zwanej Ekspedycją Discovery.
Zakupiony za 12,5 tys. funtów przez polarnika  R.F. Scotta w 1910, wykorzystany został przezeń do przewiezienia na Antarktydę uczestników ekspedycji Terra Nova – ostatniej jego wyprawy polarnej. Statek wrócił do Wielkiej Brytanii i wykupiony przez swoich poprzednich właścicieli pracował znów jako jednostka wielorybnicza. Wykorzystywany też był do transportu węgla z kopalni w Nowej Fundlandii. Zatonął uszkodzony przez lody u wybrzeży Grenlandii 13 września 1943. Leżący na dnie wrak statku odnaleziony został w lipcu 2012 roku przez amerykańską ekipę badawczą ze Schmidt Ocean Institute podczas testowania wyposażenia echosondy z pokładu ich statku, R/V Falkor.